# Denis-Will Poha
Pour les articles homonymes, voir Poha.
Denis-Will Poha, né le 28 mai 1997 à Lannion, est un footballeur français évoluant au poste de milieu de terrain.

## Biographie

### Enfance et débuts
Né le 28 mai 1997 à Lannion, dans les Côtes-d'Armor, Denis-Will Poha commence la pratique du football sous les couleurs du Lannion FC en octobre 2004, à l'âge de sept ans. Son père, Arnaud, est un ancien joueur du club, lorsque celui-ci portait le nom de Stade lannionnais. Denis-Will Poha y démontre rapidement des qualités au-dessus de la moyenne. En 2008, il intègre les rangs de l'En avant Guingamp, et y joue durant deux saisons, mais n'est finalement pas conservé en raison de problèmes disciplinaires.
Denis-Will Poha retourne alors dans son club d'origine à Lannion, et est recruté un an plus tard par le Stade rennais FC, où il arrive à l'âge de quatorze ans. Ses performances à Rennes lui permettent d'être sélectionné en équipe de France dans les catégories de jeunes. Après une détection passée en juillet 2012, il est retenu avec les moins de 16 ans, et cumule douze matchs joués durant la saison 2012-2013, pour un but marqué, le 14 avril 2013 lors d'une défaite face à l'Italie, en match amical. Appelé pour cinq rencontres avec les moins de 17 ans, en septembre et octobre 2013, il n'est plus convoqué ensuite durant un an et demi.
Les années suivantes, il participe aux parcours du Stade rennais en Coupe Gambardella. En 2014, le club breton est éliminé en quart de finale par le Stade de Reims, futur finaliste. Durant la rencontre, il doit céder sa place, remplacé par le portier Romain Cagnon, après l'expulsion du gardien Maxime Pattier. La saison suivante, il parvient en demi-finale, mais est éliminé par l'Olympique lyonnais. Comme à Reims un an plus tôt, Poha est titularisé pour ce match. Quelques semaines auparavant, il avait fait son retour en bleu, sélectionné pour deux rencontres amicales face à l'Allemagne avec les moins de 18 ans. Il marque un but lors de chacune de ces deux rencontres,. Au Stade rennais FC, Denis-Will Poha accède à l'équipe réserve durant la saison 2014-2015, et fait ainsi ses débuts en CFA2. En l'espace de deux saisons, il cumule 35 matchs joués et un but à ce niveau. À l'issue de la saison 2015-2016, l'équipe réserve rennaise accède au CFA.

### Professionnel au Stade rennais FC
Durant la saison 2015-2016, Denis-Will Poha se rapproche de l'effectif professionnel rennais. Le 22 août 2015, il fait sa première apparition sur une feuille de match de Ligue 1, retenu par Philippe Montanier pour une rencontre face à l'Olympique lyonnais, jouée au stade de Gerland, mais ne rentre pas en jeu,. Retenu à plusieurs autres reprises durant la saison, il doit cependant attendre avant de faire ses débuts professionnels. Cela ne l'empêche pas de signer un premier contrat professionnel de trois ans, en faveur du Stade rennais FC, le 20 avril 2016. 
De nouveau régulièrement sélectionné en bleu, il participe à la qualification de l'équipe de France des moins de 19 ans à l'Euro 2016 de la catégorie. Il est titulaire durant toute la compétition, remportée par les Bleuets.
Le 5 juillet 2017, Poha est prêté pour une saison, sans option d'achat, à l'US Orléans.

### Prêté puis acheté par Vitória Guimarães
Le 15 août 2019, Poha est prêté pour une saison, avec option d'achat, au Vitória Guimarães.
Après une saison ou il joue 32 matchs le Vitória SC lève l'option d'achat et le signe jusqu'en 2024.

## Palmarès
Denis-Will Poha est sacré champion d'Europe des moins de 19 ans en 2016 avec l'équipe de France de la catégorie.

## Statistiques
| Saison                | Club                     | Championnat           | Championnat | Championnat | Coupe nationale | Coupe nationale | Coupe de la Ligue | Coupe de la Ligue | Compétition(s) continentale(s) | Compétition(s) continentale(s) | Compétition(s) continentale(s) | Total | Total |
| Saison                | Club                     | Division              | M.          | B.          | M.              | B.              | M.                | B.                | Comp.                          | M.                             | B.                             | M.    | B.    |
| 2016-2017             | Stade rennais FC         | Ligue 1               | 0           | 0           | 0               | 0               | 1                 | 0                 | -                              | -                              | -                              | 1     | 0     |
| Sous-total            | Sous-total               | Sous-total            | 0           | 0           | 0               | 0               | 1                 | 0                 | -                              | -                              | -                              | 1     | 0     |
| 2017-2018             | US Orléans (prêt)        | Ligue 2               | 33          | 4           | 1               | 0               | 1                 | 0                 | -                              | -                              | -                              | 35    | 4     |
| Sous-total            | Sous-total               | Sous-total            | 33          | 4           | 1               | 0               | 1                 | 0                 | -                              | -                              | -                              | 35    | 4     |
| 2018-2019             | Stade rennais FC         | Ligue 1               | 2           | 0           | 2               | 0               | 0                 | 0                 | C3                             | 2                              | 0                              | 6     | 0     |
| Sous-total            | Sous-total               | Sous-total            | 2           | 0           | 2               | 0               | 0                 | 0                 | -                              | 2                              | 0                              | 6     | 0     |
| 2018-2019             | AS Nancy-Lorraine (prêt) | Ligue 2               | 14          | 1           | 0               | 0               | 0                 | 0                 | -                              | -                              | -                              | 14    | 1     |
| Sous-total            | Sous-total               | Sous-total            | 14          | 0           | 0               | 0               | 0                 | 0                 | -                              | -                              | -                              | 14    | 0     |
| 2019-2020             | Vitória Guimarães (prêt) | Liga NOS              | 20          | 0           | 1               | 0               | 3                 | 0                 | C3                             | 8                              | 0                              | 32    | 0     |
| 2020-2021             | Vitória Guimarães        | Liga NOS              | 0           | 0           | 0               | 0               | 0                 | 0                 | -                              | -                              | -                              | 0     | 0     |
| Sous-total            | Sous-total               | Sous-total            | 20          | 0           | 1               | 0               | 3                 | 0                 | -                              | 8                              | 0                              | 32    | 0     |
| Total sur la carrière | Total sur la carrière    | Total sur la carrière | 69          | 5           | 4               | 0               | 5                 | 0                 | -                              | 10                             | 0                              | 88    | 5     |